# 電車でGO!3通勤編
『電車でGO!3通勤編』（でんしゃでゴー!スリーつうきんへん）はタイトーが2000年（平成12年）にリリースした電車運転シミュレーションゲーム。
『電車でGO!』『電車でGO!2高速編』に続く第3弾であるが、この作品は他のものと比べても難易度が高い。

## 概要
- プレイする時間帯に近い時間帯を走る列車を運転できる「リアルタイムモード」を採用したほか、ホームで乗客が駆け込み乗車をして車掌がドアを再開閉するシーンなども見られる（発車時刻も若干遅れる）。
- 従来のゲームモードに加え、数駅の間を持ち時間の設定なしで自由に運転できる「ファミリーモード」（フリー運転モード）と、上級者向けの「鉄人モード」が追加された。鉄人モードは「ブレーキの段数が見にくくなる・残り距離・速度制限予告が表示されない」「加点も多いが減点も多い」「コンティニュー不可」という、ゲームを極めたプレイヤーをターゲットにしたものである。
- インターネットを利用した、ネットワークランキングも公開された。
- 前作まで音楽を担当していた古川典裕（中山上等兵）にかわり、今作では瓜田幸治が音楽と効果音を担当している。
- アーケード版では本作よりシステム基板として、従来のJCシステムよりも高性能なType-Zeroを採用。車両のドア開閉や窓のシースルー化、電化区間での架線の表現や処理落ちの激減など、グラフィック面で大幅な進化が見られた。そのかわりロード時間は延びている。

筐体の仕様は基本的にこれまでとあまり変わらないが、スピーカーの色がシルバー→レッドに、側面やシートの色がレッド+ブラックからライトグリーン+ダークグリーンに変更されたほか、インストを小型化することで実車のような懐中時計を入れるスペースが追加された。
PS2版は『電車でGO!』シリーズ初のPlayStation 2移植作品であり、おまけ機能としてPocketStation用ソフト『でんごーツウキンヘン』を収録している。なお『プロフェッショナル仕様』以来PlayStation版に実装されていたナビゲーション機能は削除されている。2003年（平成15年）に、『SIMPLE2000シリーズ Vol.22 THE 通勤電車運転士 〜電車でGO!3 通勤編〜』としてディースリー・パブリッシャーから発売されている。
またPS2版とAC版の違いとしては、警笛（201系）や登場する対向車両である。例えばAC版で中央線201系をプレイ時にはE231系0番台とすれ違うが、PS2版では登場しない（ただしモデリングとしてのデータは残っている）。

## ゲームのルール
主な『2』からの変更点については以下の通り。
- 「Great!」を獲得できる条件がこれまでの「停車位置0 m・ダイヤ誤差2秒以下」から「停車位置0 m・定刻（ダイヤ誤差0秒）」のみに変更された。
  - 停車位置0 mと合格範囲内への定刻停車の片方のみを達成すると「Good」になる。
- 通過駅の定通と停車駅の定刻停車の加算秒数が共通になる。ただし停車駅では「Great!」を出さないと加算秒数がリセットされる。
- ダイヤ遅れによる減点が最初は1秒だが、途中から2秒になる（鉄人モードの場合、最初が3秒→その後から4秒）
- 速度制限の標識などがグラフィックで表示されるようになった。

### ゲームモード
3種類のゲームモードがあり、好きなゲームモードを選択できる。
ファミリーモード
運転に慣れていない初心者向けのモード。ダイヤは各地域より4種類が選択可能。1区間毎に制限時間が設定され、その間はいかなる操作を行っても減点されずに自由に走行できる。始発駅から数区間走行すると終了となる（コンティニューしての全区間走破も可能）。
ノーマルモード
これまでの『電車でGO!』シリーズと同じルールで運転するモード。
鉄人モード
上級者向けのモード。残り距離やブレーキレベル・速度制限予告が表示されず、持ち時間の加点・減点の幅も大きい。コンティニューも不可能。
- このモードに限り、特定の駅到着後にボーナスゲームが開始される。今作ではホーム上の黄色い線からはみ出した旅客にタイミング良く警笛を鳴らすゲームと、速度計が隠された状態で目標の速度まで減速するゲームのいずれかが選択した路線により登場する。また、終着駅である中央線快速東京駅および山陰本線京都駅の場内信号では注意現示（制限速度45 km/h）で固定されており、信号地点を通過した瞬間にATS確認の操作を行わなければならない
- 家庭用では、通常のコントローラを使用しているような状況で画面を見ないとブレーキレベルが分からない場合は、ブレーキレベルは見にくくなるが表示される。専用コントローラを使用し、画面を見なくてもブレーキレベルが把握できる場合は表示されない。

### 時間帯・天候変化
今作のダイヤには時間帯の概念が導入されており、選択した時間帯によって風景のほか、加速および制動性能が変化する。時間帯は朝（5時 - 10時）、昼（10時 - 16時）、夕（16時 - 19時）、夜（19時 - 翌5時）の4種類に加え、各機器の内蔵時計の時間を元に選択される「リアルタイム」も存在する。
従来の作品に存在した天候変化も引き続き採用され、雨が降ると線路が濡れて加速および制動性能が低下し、難易度が上昇する。雨の降り始めと止む区間は完全ランダムであり、プレイするごとに異なるが、終着駅の1つ前の駅から先は必ず雨が止むようになっている。今作では小雨や大雨も再現されており、それぞれ制動力の低下する度合いが異なる。

### スコアの算定方式
プレイ終了後に、運転評価として以下の5項目について100点満点で0.1点単位で採点される。
- ダイヤの正確さ
- 停止位置の正確さ
- ブレーキ（乗り心地）
- 信号・標識を守る
- 安全への配慮

これに走行距離をコンティニュー回数+1で割った距離1 kmにつき1点と残り時間1秒につき1点が加算されてスコアが算出される。
『2』に比べると運転評価がスコアに与える影響は大きく（『2』は最大100点だが『3』では最大500点）、ハイスコアを狙う場合には残り時間を増やすだけではなく高い運転評価を得られる運転を行うことが重要になる。

## 収録路線
※難易度はゲームモード。鉄人モードでは全て上級で固定。

### 九州

#### 鹿児島本線
初級
- 普通（二日市駅→博多駅）
  - 813系

中級
- 普通（二日市駅→博多駅）
  - 811系

上級
- 特急「有明」（鳥栖駅→博多駅）
  - 787系
- 特急「ゆふいんの森」（鳥栖駅→博多駅）
  - キハ72系
    - 開発当時は弥生が丘駅が開業直前で、付近には工事中であることを知らせるため警笛標識が設置されている[注 3]。
    - キハ72系「ゆふいんの森」は実際に朝のダイヤが設定されていないため、朝の時間帯を選択した場合でも昼のダイヤで運転することになる。

#### 篠栗線
中級
- 快速（篠栗駅→博多駅）
  - キハ200系
- 普通（篠栗駅→博多駅）
  - キハ66系
  - キハ58系
    - 現在の「福北ゆたか線」の一部を構成する区間。開発当時は電化開業直前[注 4]で、車両は気動車だが線路脇には架線柱が立っている。吉塚駅も高架化工事中であった[注 5]。
    - キハ58系は路線選択画面でSELECTボタンを押すとキハ66系から変化する。性能は山陰本線のものと変わらないが、こちらの方が若干難易度が低い。

### 関東

#### 中央・総武緩行線
初級
- 各駅停車（新宿駅→秋葉原駅）
  - 209系500番台

中級
- 各駅停車（新宿駅→秋葉原駅）
  - 201系
  - 205系
    - リアルタイムモードを選択した場合、総武線への直通運転が終了して東京駅発着となる早朝および深夜の時間帯であっても、総武線直通列車の運転となる[注 6]。

#### 中央線快速
中級
- 中央特快（新宿駅→東京駅）
  - 201系
    - 終着駅である東京駅は停止位置から車止めまでの距離が短いため、鉄人モードにおいては場内信号が注意現示となり、駅進入時には速度を45 km/h以下に落とした上でATS確認を行わなければならない[注 2]。

### 近畿

#### 山陽本線（JR神戸線）
初級
- 普通（神戸駅→西明石駅）
  - 207系

中級
- 快速（神戸駅→西明石駅）
  - 221系

上級
- 普通（神戸駅→西明石駅）
  - 201系
  - 205系
- 新快速（神戸駅→西明石駅）
  - 223系

#### 山陰本線（嵯峨野線）
上級
- 普通（亀岡駅→京都駅）
  - キハ58系
    - この路線は初代と『プロフェッショナル仕様』に収録された電化前の旧線[注 7]で、グラフィックなどを改良して再収録。ただしこれまでの作品に比べ車両性能が低く設定されているので、難易度は高くなっている。
    - 終着駅である京都駅は停止位置から車止めまでの距離が短いため、鉄人モードにおいては場内信号が注意現示となり、駅進入時には速度を45 km/h以下に落とした上でATS確認を行わなければならない[注 2]。
    - 現在の嵯峨嵐山駅の表記に関しては、『プロフェッショナル仕様』では表記が非電化時代の駅名である「嵯峨」に修正されていたが、本作では再び「嵯峨嵐山」に戻されている[注 8]。

## 電車でGO!3通勤編 ダイヤ改正
AC：2000年10月頃稼動
『電車でGO!3 通勤編』の改良版として発売。収録路線の追加・削減は行なっていない。
通勤編で隠し路線だった路線が最初から運転できるほか、タイトル通り一部区間における厳しいダイヤの見直しがされた。無印では一部区間において、大幅な性能の下方修正があったが、それもなくなった。また運転時に上部の景色が隠れず、視界が良好になった。またデジタル速度計が常時表示されている（非表示も可能）。運転評価も0.1点単位から1点単位に変更されている。
Windows版としてもアンバランスから発売された。インターネットに接続し、スコアを登録できた。
アーケード版では『がんばれ運転士!!』と同時期の発売だったため、出回った数はごく少ない。

## 使用可能な専用コントローラ
PS2版では以下のコントローラが使用できる。
- 電車でGO!コントローラー
- 電車でGO!コントローラー・ワンハンドルタイプ
- 電車でGO!マメコン
- 電車でGO!コントローラーType2

『電車でGO!』専用ではないが、マルチトレインコントローラも使用できる。